# En galen hemmafrus dagbok
En galen hemmafrus dagbok (originaltitel: Diary of a Mad Housewife) är en amerikansk långfilm från 1970 i regi av Frank Perry, baserad på en bok av Sue Kaufman.
Den hade amerikansk premiär den 10 augusti 1970.

## Handling
Tina Balser är en uttråkad hemmafru som är bosatt i New York. Hennes make Jonathan är en framgångsrik advokat som förlöjligar henne inför deras barn och ständigt kritiserar allt hon gör. Tina är trött på hans beteende och inleder därför en affär med George Prager, en framgångsrik men sadistisk författare. Efter att George plågat henne på samma sätt som Jonathan gjort bestämmer sig Tina för att avbryta affären och gå tillbaka till sin make och börjar gå i gruppterapi.

## Om filmen
Carrie Snodgress blev Oscarsnominerad för sin roll som Tina men vann inte, men däremot tilldelades hon ett Golden Globe Award och ett Laurel Award. 
Neil Youngs låt A Man Needs a Maid är inspirerad av Snodgress' prestation i filmen.  

## Rollista i urval
- Carrie Snodgress - Tina Balser
- Richard Benjamin - Jonathan Balser
- Frank Langella - George Prager
- Alice Cooper - Sig själv
- Alley Mills